# Margit Csillik
Margit Csillik (Budapest, Hungría, 18 de noviembre de 1914-21 de octubre de 2007) fue una gimnasta artística húngara, medallista de bronce olímpica en Berlín 1936 en el concurso por equipos.

## Carrera deportiva
En las Olimpiadas de Berlín 1936 gana el bronce en el concurso por equipos, tras las alemanas y checoslovacas, siendo sus compañeras de equipo: Margit Kalocsai, Ilona Madary, Gabriella Mészáro, Margit Nagy, Olga Törös, Judit Tóth y Eszter Voit.